# ديفيد لي مورغان جونيور
ديفيد لي مورغان جونيور (بالإنجليزية: David Lee Morgan, Jr.)‏ هو صحفي أمريكي، ولد في 1965.